# Яремчук, Василий Максимович
Васи́лий Макси́мович Яремчу́к (31 января [13 февраля] 1910 — 27 апреля 1991, Киев) — Герой Советского Союза, участник партизанского движения в России и на Украине во время Великой Отечественной войны, командир советского партизанского отряда имени Кармелюка.

## Биография
Родился в украинской крестьянской семье. Работал в сельском хозяйстве. В августе 1930 года по путёвке комсомола поехал в Донбасс, работал крепильщиком в шахте. Учился в Харьковском педагогическом институте. 
В 1932 году вступил в ВКП(б).
В 1935—1937 годах служил в рядах Красной Армии. После демобилизации до 1941 года работал учителем в Новоивановской средней школе Лозовского района (Харьковская область).
С началом Великой Отечественной войны по решению Лозовского райкома КП(б)У был направлен на курсы подрывников, а в августе 1941 года — в партизанский отряд имени Котовского, где возглавил подрывную группу. Действуя на железнодорожных участках Львов — Брянск, Гомель — Брянск, с октября 1941 по декабрь 1942 года пустил под откос 12 железнодорожных эшелонов с боевой техникой и живой силой врага, взорвал 12 железнодорожных мостов. 5 декабря группа партизан под его руководством взорвала Шалыгинский сахарный завод. В декабре 1942 года был ранен, находился на лечении.
Указом Президиума Верховного Совета СССР «О присвоении звания Героя Советского Союза партизанам, особо отличившимся в партизанской борьбе против немецко-фашистских захватчиков» от 7 марта 1943 года за «за отвагу и геройство, проявленные в партизанской борьбе в тылу против немецко-фашистских захватчиков» удостоен звания Героя Советского Союза с вручением ордена Ленина и медали «Золотая Звезда» (№ 824).
В мае 1943 года в составе группы из 12 человек был высажен в тыл врага на территорию Житомирской области, где организовал диверсии на железнодорожных участках Сарны — Коростень, Сарны — Лунинец. В начале 1944 года его группа была преобразована в партизанский отряд имени Кармалюка, который он и возглавил. Отряд активно действовал в северных районах Ровенской области и в феврале 1944 года соединился с частями Красной Армии.
В мае 1944 года отряд под командованием В. М. Яремчука снова был десантирован в тылу врага на территорию Польши, где активно действовал на железнодорожных участках Жешув — Перемышль, Пшевурек — Развадов. За время с мая 1943 года по август 1944 года, то есть за период до соединения с Красной Армией, отряд пустил под откос 68 железнодорожных эшелонов с боевой техникой и живой силой врага. Было уничтожено и ранено более трёх с половиной тысяч солдат и офицеров противника.
В 1948 году окончил Высшую партийную школу при ЦК КП(б)У и был на педагогической и хозяйственной работе. Работал директором средней школы № 139 в Киеве. 
Постановлением Госсовета ПНР от 17.01.1964 за номером 0/27 был удостоен Золотого Креста ордена Virtuti Militari.
В 1970 году вышел на пенсию.
Похоронен на Байковом кладбище в Киеве (участок № 52).

## Награды
Награждён двумя орденами Ленина, орденами Красного Знамени, «Знак Почёта», польским золотым крестом ордена «Виртути милитари», медалями.

## Память
- В Киеве на здании средней школы № 139  по проспекту Валерия Лобановского, 148, директором которой в 1945–1958 годах работал В. М. Яремчук, ему установлена мемориальная доска.
- Имя В. М. Яремчука выбито на памятном знаке партизанам и подпольщикам Винничины в городе Виннице.